# Johan Berthling
Johan Berthling, född 1973 i Stockholm, är en svensk jazzmusiker (basist). Han utbildade sig på Kungliga Musikhögskolan i Stockholm 1996-1998 och har därefter arbetat som frilansande jazzmusiker. Han ingår bland annat i grupperna Nacka Forum (med Goran Kajfes och Jonas Kullhammar) Animes, LSB, Sten Sandell Trio, Sandell-Ljungkvist-Berthling och Christer Bothén Acoustic Ensemble. Berthling har även samarbetat med Nicolai Dunger. Han är en av grundarna av grupperna Tape och Fire!.